# Список мэров Торонто
Это список мэров Торонто. Первым мэром Торонто был Уильям Лайон Макензи, избранный на эту должность в 1834 году, когда Партия реформ, в которой он состоял, выиграла первые выборы в Торонто и назначила Макензи на должность мэра. Джон Тори, 65-й и нынешний мэр, был избран 27 октября 2014 года и вступил в должность 1 декабря того же года, заменив на этом посту Роба Форда.

## История

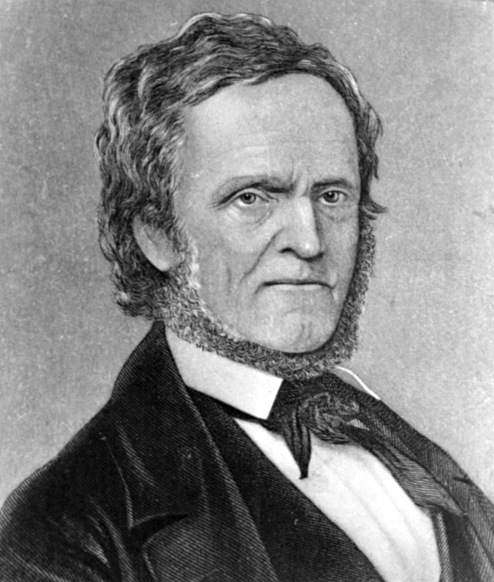
Уильям Лайон Макензи был первым мэром Торонто

С 1834 по 1857 год, а затем снова с 1867 по 1873 год, мэры в Торонто не избирались непосредственно путём голосования жителей города. Вместо этого после каждого ежегодного избрания олдерменов и городских советников, собранный совет выбирал одного из его членов в качестве мэра города. В течение всех других лет, мэры избирались непосредственно голосованием избирателей на выборах мэра, за исключением редких случаев, когда мэр назначался городским советом на время оставшегося срока полномочий другого мэра, который, по какой либо причине, покинул свой пост раньше срока. До 1834 года муниципальным руководством занимался глава окружного совета (Home District Council).
До 1955 года срок полномочий мэра и городского совета составлял один год, затем он колебался между двумя и тремя годами, пока в 2006 году окончательно не был принят четырёхлетний срок полномочий.
Размер Торонто существенно менялся за время его существования, к городу присоединялись различные деревни и ближайшие районы, так с 1883 года по 1967 год площадь города менялась 49 раз.
Самое широкое изменение произошло в 1998 году. В состав Торонто были включены ряд муниципалитетов: Норт-Йорк, Этобико, Ист-Йорк, Йорк и Скарборо. в связи с этим все региональные правительства были объединены в одно. Должностью мэра нового Торонто заменили должности мэров всех этих муниципалитетов. После объединения изменились и полномочия мэра. Мэр теперь может избрать заместителя мэра из числа избранных членов городского совета. Заместитель мэра исполняет все обязанности мэра каждый раз, когда мэр отсутствует или по каким либо другим причинам не может выполнять свои обязанности, помогает мэру и служит заместителем председателя исполнительного комитета городского совета.
Согласно первому тому книги «Мэры Торонто» Виктора Лоринга Рассела, 14 из первых 29 мэров были адвокатами. Согласно же Марку Малони, написавшему «Историю мэров Торонто», 58 из 64 мэров (до Форда) были белые мужчины, протестанты и англосаксы. Ещё двое были женщинами (Холл и Роулендс), а трое других евреями (Филлипс, Гивенс и Ластман).
Дольше всех на посту мэра пробыл Арт Эгглтон, он занимал эту должность с декабря 1980 года по ноябрь 1991-го. А позже, в 2005 году, вошёл в сенат Канады. Самым же коротким мэрским сроком был срок Дэвида Рида, он пробыл мэром Торонто всего пятьдесят дней в 1858 году.
Ни один из мэров Торонто не был снят со своей должности. Роб Форд, 64-й мэр Торонто, в ноябре 2012 года был на две недели отстранён от занимаемой им должности в результате нарушения им закона о конфликте интересов, но решение было приостановлено до вердикта суда, который был вынесен в пользу Форда и тот сохранил свою должность. Впоследствии Форд неоднократно вовлекался в различные скандалы и судебные тяжбы, на заседании городского совета 15 ноября 2013 года мэра решили ограничить в полномочиях, передав часть их его заместителю Норму Келли на оставшуюся часть срока Форда. В ходе нового заседания совета, прошедшего 18 ноября, было принято решение лишить Форда практически всех оставшихся у него полномочий и сделать его должность формальной.

## Список
| #                                      | Имя и годы жизни                    | Портрет | Вступил в должность | Покинул должность | Партия                                     | Примечания                                 |
| -------------------------------------- | ----------------------------------- | ------- | ------------------- | ----------------- | ------------------------------------------ | ------------------------------------------ |
| XIX век (назначены городским советом)  |                                     |         |                     |                   |                                            |                                            |
| 1.                                     | Уильям Лайон Макензи (1795—1861)    |         | 27 мая 1834         | январь 1835       | Партия реформ                              |                                            |
| 2.                                     | Роберт Болдуин Салливан (1802—1853) |         | январь 1835         | январь 1836       |                                            |                                            |
| 3.                                     | Томас Дэвид Моррисон (1796—1856)    |         | январь 1836         | январь 1837       |                                            |                                            |
| 4.                                     | Джордж Гарнетт (1792—1861)          |         | январь 1837         | январь 1838       | Партия Тори                                |                                            |
| 5.                                     | Джон Пауэлл (1809—1881)             |         | январь 1838         | январь 1841       |                                            |                                            |
| 6.                                     | Джордж Монро (1801—1878)            |         | январь 1841         | январь 1842       |                                            |                                            |
| 7.                                     | Генри Шервуд (1807—1855)            |         | январь 1842         | январь 1844       | Партия Тори                                |                                            |
| 8.                                     | Уильям Генри Болтон (1812—1874)     |         | январь 1845         | январь 1847       | Консервативная партия Канады               |                                            |
| —                                      | Джордж Гарнетт (1792—1861)          |         | январь 1848         | январь 1850       | Партия Тори                                | Избран повторно                            |
| 9.                                     | Джон Джордж Боуз (1812—1864)        |         | январь 1851         | январь 1853       |                                            |                                            |
| 10.                                    | Джошуа Джордж Бирд (1797—1866)      |         | январь 1854         | январь 1855       |                                            |                                            |
| 11.                                    | Джордж Уильям Аллан (1822—1901)     |         | январь 1855         | январь 1856       | Консервативная партия Канады               |                                            |
| 12.                                    | Джон Беверли Робинсон (1821—1896)   |         | январь 1856         | январь 1857       | Консервативная партия Канады               |                                            |
| 13.                                    | Джон Хатчисон (1817—1859/60)        |         | январь 1857         | январь 1858       |                                            | Ушёл в отставку                            |
| —                                      | Уильям Генри Болтон (1812—1874)     |         | январь 1858         | 8 ноября 1858     | Консервативная партия Канады               | Был избран повторно, затем ушёл в отставку |
| 14.                                    | Дэвид Брекенридж Рид (1823—1904)    |         | 11 ноября 1858      | 31 декабря 1858   |                                            | Кратчайший срок полномочий мэра            |
| XIX век (избраны народом)              |                                     |         |                     |                   |                                            |                                            |
| 15.                                    | Сэр Адам Уилсон (1814—1861)         |         | январь 1859         | январь 1861       |                                            |                                            |
| —                                      | Джон Джордж Боуз (1812—1864)        |         | январь 1861         | январь 1864       |                                            | Избран повторно                            |
| 16.                                    | Фрэнсис Генри Медкалф (1803—1880)   |         | январь 1864         | январь 1867       |                                            |                                            |
| XIX век (назначены городским советом)  |                                     |         |                     |                   |                                            |                                            |
| 17.                                    | Джеймс Эдвард Смит (1831—1892)      |         | январь 1867         | январь 1869       |                                            |                                            |
| 18.                                    | Сэмюэл Бикертон Харман (1819—1892)  |         | январь 1869         | январь 1871       |                                            |                                            |
| 19.                                    | Джозеф Ширд (1813—1883)             |         | январь 1871         | январь 1873       |                                            |                                            |
| 20.                                    | Александр Мэннинг (1819—1903)       |         | январь 1873         | январь 1874       |                                            |                                            |
| XIX век (избраны народом)              |                                     |         |                     |                   |                                            |                                            |
| —                                      | Фрэнсис Генри Медкалф (1803—1880)   |         | январь 1874         | январь 1876       |                                            | Избран повторно                            |
| 21.                                    | Ангус Моррисон (1822—1882)          |         | январь 1876         | январь 1879       | Консервативная партия Канады               |                                            |
| 22.                                    | Джеймс Бити (1831—1899)             |         | январь 1879         | январь 1881       | Консервативная партия Канады               |                                            |
| 23.                                    | Уильям Баркли МакМюррич (1842—1939) |         | январь 1881         | январь 1883       |                                            |                                            |
| 24.                                    | Артур Рэдклифф Босвелл (1838—1925)  |         | январь 1883         | январь 1885       |                                            |                                            |
| —                                      | Александр Мэннинг (1819—1903)       |         | январь 1885         | январь 1886       |                                            | Избран повторно                            |
| 25.                                    | Уильям Холмс Хоулэнд (1844—1893)    |         | январь 1886         | январь 1888       |                                            |                                            |
| 26.                                    | Эдвард Фредерик Кларк (1850—1905)   |         | январь 1888         | январь 1892       | Консервативная партия Канады               |                                            |
| 27.                                    | Роберт Джон Флеминг (1854—1925)     |         | январь 1892         | январь 1894       |                                            |                                            |
| 28.                                    | Уорринг Кеннеди (1827—1904)         |         | январь 1894         | январь 1896       |                                            |                                            |
| —                                      | Роберт Джон Флеминг (1854—1925)     |         | январь 1896         | 5 августа 1897    |                                            | Был избран повторно, затем ушёл в отставку |
| 29.                                    | Джон Шоу (1837—1917)                |         | 6 августа 1897      | январь 1899       | Консервативная партия Канады               |                                            |
| XX век                                 |                                     |         |                     |                   |                                            |                                            |
| 30.                                    | Эрнест Макдональд (1858—1902)       |         | январь 1900         | январь 1901       |                                            |                                            |
| 31.                                    | Оливер Айкен Хоулэнд (1847—1904)    |         | январь 1901         | январь 1903       | Консервативная партия Канады               |                                            |
| 32.                                    | Томас Уркварт (1858—1931)           |         | январь 1903         | январь 1906       | Либеральная партия Канады                  |                                            |
| 33.                                    | Эмерсон Котсворт (1854—1943)        |         | январь 1906         | январь 1908       | Консервативная партия Канады               |                                            |
| 34.                                    | Джозеф Оливер (1852—1922)           |         | январь 1908         | январь 1910       |                                            |                                            |
| 35.                                    | Джордж Реджинальд Гири (1873—1954)  |         | январь 1910         | январь 1912       | Консервативная партия Канады               |                                            |
| 36.                                    | Горацио Кларенс Хокен (1857—1937)   |         | январь 1912         | январь 1915       | Консервативная партия Канады               |                                            |
| 37.                                    | Томас Лэнгтон Чёрч (1870—1950)      |         | январь 1915         | январь 1922       | Консервативная партия Канады               |                                            |
| 38.                                    | Чарльз Магуайр (1876—1949)          |         | январь 1922         | январь 1924       |                                            |                                            |
| 39.                                    | Уильям Хилц (1873—1936)             |         | январь 1924         | январь 1925       |                                            |                                            |
| 40.                                    | Томас Фостер (1852—1945)            |         | январь 1925         | январь 1928       | Юнионистская партия                        |                                            |
| 41.                                    | Сэм МакБрайд (1866—1936)            |         | январь 1928         | январь 1930       |                                            |                                            |
| 42.                                    | Берт Стерлинг Вэмп (1889—1976)      |         | январь 1930         | январь 1931       |                                            |                                            |
| 43.                                    | Уильям Джеймс Стюарт (1889—1969)    |         | январь 1931         | январь 1935       | Прогрессивно-консервативная партия Онтарио |                                            |
| 44.                                    | Джеймс Симпсон (1873—1938)          |         | январь 1935         | январь 1936       | Новая демократическая партия Онтарио       |                                            |
| —                                      | Сэм МакБрайд (1866—1936)            |         | январь 1936         | 10 ноября 1936    |                                            | Избран повторно, умер 10 ноября 1936       |
| 45.                                    | Уильям Даллам Роббинс (1874—1952)   |         | 18 ноября 1936      | январь 1938       |                                            |                                            |
| 46.                                    | Ральф Дэй (1889—1976)               |         | январь 1938         | январь 1941       |                                            |                                            |
| 47.                                    | Фредерик Конбой (1882—1949)         |         | январь 1941         | январь 1945       | Консервативная партия Канады               |                                            |
| 48.                                    | Роберт Худ Сондерс (1903—1955)      |         | январь 1945         | 23 февраля 1948   |                                            | ушёл в отставку                            |
| 49.                                    | Хирам МакКаллум (1899—1989)         |         | март 1948           | январь 1952       |                                            |                                            |
| XX век. Метрополия Торонто (1953—1997) |                                     |         |                     |                   |                                            |                                            |
| 50.                                    | Аллан Лампорт (1903—1999)           |         | 1 января 1952       | 28 июня 1954      | Либеральная партия Онтарио                 |                                            |
| 51.                                    | Лесли Ховард Сондерс (1899—1994)    |         | 28 июня 1954        | 31 декабря 1954   |                                            |                                            |
| 52.                                    | Натан Филлипс (1892—1976)           |         | 1 января 1955       | 31 декабря 1962   | Прогрессивно-консервативная партия Онтарио |                                            |
| 53.                                    | Дональд Дин Саммервилл (1915—1963)  |         | 1 января 1963       | 19 ноября 1963    | Прогрессивно-консервативная партия Онтарио |                                            |
| 54.                                    | Филипп Гивенс (1922—1995)           |         | 25 ноября 1963      | 31 декабря 1966   | Либеральная партия Канады                  |                                            |
| 55.                                    | Уильям Деннисон (1905—1981)         |         | 1 января 1967       | 31 декабря 1972   | Новая демократическая партия               |                                            |
| 56.                                    | Дэвид Кромби (1936)                 |         | 1 января 1973       | 31 августа 1978   | Прогрессивно-консервативная партия Онтарио |                                            |
| 57.                                    | Фред Бивис (1914—1997)              |         | 1 сентября 1978     | 30 ноября 1978    |                                            |                                            |
| 58.                                    | Джон Сьюэлл (1940)                  |         | 1 декабря 1978      | 30 ноября 1980    | Новая демократическая партия               |                                            |
| 59.                                    | Арт Эгглтон (1943)                  |         | 1 декабря 1980      | 30 ноября 1991    | Либеральная партия Канады                  | Самый длинный срок полномочий              |
| 60.                                    | Джун Роулендс (1925—2017)           |         | 1 декабря 1991      | 30 ноября 1994    | Либеральная партия Канады                  | Первая женщина занявшая этот пост          |
| 61.                                    | Барбара Холл (1946)                 |         | 1 декабря 1994      | 31 декабря 1997   | Беспартийная                               |                                            |
| XXI век                                |                                     |         |                     |                   |                                            |                                            |
| 62.                                    | Мел Ластман (1933)                  |         | 1 января 1998       | 30 ноября 2003    | Прогрессивно-консервативная партия Онтарио |                                            |
| 63.                                    | Дэвид Миллер (1958)                 |         | 1 декабря 2003      | 30 ноября 2010    | Беспартийный                               |                                            |
| 64.                                    | Роб Форд (1969)                     |         | 1 декабря 2010      | 30 ноября 2014    | Беспартийный                               |                                            |
| 65.                                    | Джон Тори (1954)                    |         | 1 декабря 2014      | 17 февраля 2023   | Беспартийный                               |                                            |
| 66.                                    | Оливия Чоу (1957)                   |         | 12 июля 2023        |                   | Беспартийный                               |                                            |